# Gérard Welter
Pour les articles homonymes, voir Welter.
Gérard Welter, né le 20 octobre 1942 à Thorigny-sur-Marne et mort le 31 janvier 2018 à Jossigny,, est un designer automobile français, directeur du Centre de style de Peugeot de 1998 à 2007.

## Biographie
Engagé au style Peugeot en 1960 à 17 ans, l'équipe dirigée par Paul Bouvot ne compte alors que dix personnes. Gérard Welter y passera toute sa carrière. Il dessine les feux arrière de la 404 puis travaille sur le coupé et le cabriolet 204. Il devient responsable du style extérieur en 1975 puis directeur du Centre de style de la marque en 1998.
Il travaille sur la 304 sortie en 1969, la 604 (1975) et la 305 (1977) alors que le studio Pininfarina est préféré pour les 504 (1968) et 505 (1979) puis, plus tard la 405 (1987) et la 406 Coupé (1996). Mais il réussit à imposer sur la 504 puis la 304 le dessin des phares dont il est dit qu'il est inspiré par les yeux de Sophia Loren - dont l'évocation se retrouve sur la 305. Sa réussite la plus spectaculaire, même si la paternité de ses lignes fait débat car revendiquée par le designer Gérard Godfroy à qui il aurait volé les maquettes,, est de son propre aveu la Peugeot 205. Elle marque une rupture et remporte un vif succès qui redresse une entreprise alors en difficulté. Au début des années 2000, la Peugeot 407 au style inspiré de la Ferrari 612 dérivée de son concept-car 407 Elixir (2003) suscite l'admiration de ses pairs et du public, parfois aussi le rejet, notamment dans sa version Coupé, élégante mais handicapée par des porte-à-faux importants. Il a aussi dessiné les concept-car Oxia en 1988, Asphalte en 1996, 20 Cœur en 1998, 607 Féline en 2000, RC Pique et Carreau en 2002, 907 en 2004, 20Cup en 2005 et 908 RC en 2006.  Sa dernière réalisation produite en série est le Coupé RCZ.
Jérôme Gallix lui succède en 2007. 
Parallèlement à ses activités chez Peugeot, Gérard Welter co-fonde avec Michel Meunier, la société WM en 1969 qui conçoit et construit des voitures pour les courses d'endurance. L'écurie engagera des voitures aux 24 Heures du Mans de 1976 jusqu'en 1989. Lors des 24h du Mans 1988, le Samedi 11 juin 1988 à 20h46 la WM P88 atteindra la vitesse maximale de 407 km/h dans la ligne droite des Hunaudières, record inégalé à ce jour. En octobre 1989, il crée la société avec son père Julien Welter, Welter Racing qui conçoit et construit des barquettes qui courront dans les championnats nationaux dans un premier temps puis aux 24 Heures du Mans. Les deux voitures qu'il engage au Mans en 1995 réalisent les deux meilleurs temps des essais grâce à leur légèreté et à leur finesse aérodynamique mais abandonneront pendant la course sur casse mécanique.
Il est victime, dans la nuit du 8 au 9 février 2011 d'une tentative d'assassinat à son domicile. Par haine pathologique, sa fille Julie-Camille Welter convainc par chantage affectif un ami de 21 ans, alors stagiaire chez Welter Racing, de s'introduire au domicile familial pour tuer son père Gérard. Sa fille drogue son père mais celui-ci réussit tout de même à mettre en fuite son agresseur,. En 2014, malgré le pardon de son père, Julie-Camille Welter est condamnée à sept ans de prison et son complice à cinq ans.
Il décède le 31 janvier 2018 à l'âge de 75 ans d'une tumeur au cerveau,.

### Livre
- Gérard Welter, une vie au design Peugeot, Christophe Bonnaud, éd. Roger Régis, 2008, 176 p., 250 × 295 mm,  (ISBN 978-2-910028-49-7).

### Articles
- Magazine Rétro-Passion numéro 205 de mars 2008 : Gérard Welter et la Peugeot 205, les 25 ans du « Sacré Numéro », Jean-Marc Gay.
- Journal La Voiture ancienne, numéro hors-série numéro 1 du 16 juillet 2010 : « "Petit moteur, grande lionne" , Gérard Welter et la Peugeot 205 », Jean-Marc Gay.
- « Gérard Welter, le style des lionnes », Jean-Michel Normand, Le Monde 2, 21-22 mars 2004.